# Яагер, Энар
Энар Яагер (эст. Enar Jääger; род. 18 ноября 1984[…], Кохила, Раплаский район) — эстонский футболист.

## Клубная карьера
Воспитанник клуба «Флора» (Кехтна) и молодёжной школы таллинской «Флоры», тренер — Виктор Метс. В Эстонии играл в «Тервисе», «Флоре» и в «Валге». Чемпион Эстонии 2003 года в составе «Флоры». С 2005 по 2006 год игрок московского «Торпедо».
Три сезона с 2007 по 2009 отыграл в норвежском «Олесунне», за который провёл 58 матчей. В августе 2009 года подписал с «Асколи» контракт, который рассчитан на три года. В конце января 2010 года покинул клуб, в начале марта 2010 года вернулся в «Олесунн».
В 2013 году заключил контракт с бельгийским клубом «Льерс» по схеме «1+1».
Завершил игровую карьеру в декабре 2020 года.

## Карьера в сборной
В национальной сборной Эстонии дебютировал в товарищеском матче со сборной Новой Зеландии 12 октября 2002 года. За сборную Яагер провёл 126 матчей.

## Статистика выступлений

### Международная статистика
| Сборная | Год   | Матчи | Голы |
| ------- | ----- | ----- | ---- |
| Эстония | 2002  | 1     | 0    |
| Эстония | 2003  | 9     | 0    |
| Эстония | 2004  | 12    | 0    |
| Эстония | 2005  | 11    | 0    |
| Эстония | 2006  | 7     | 0    |
| Эстония | 2007  | 10    | 0    |
| Эстония | 2008  | 9     | 0    |
| Эстония | 2009  | 10    | 0    |
| Эстония | 2010  | 5     | 0    |
| Эстония | 2011  | 11    | 0    |
| Эстония | 2012  | 5     | 0    |
| Эстония | 2013  | 10    | 0    |
| Эстония | 2014  | 11    | 0    |
| Эстония | 2015  | 8     | 0    |
| Эстония | 2016  | 2     | 0    |
| Эстония | 2017  | 5     | 0    |
| Итого   | Итого | 126   | 0    |

## Достижения

### Командные
«Флора»
- Чемпион Эстонии: 2003, 2019, 2020
- Обладатель Суперкубка Эстонии (2): 2003, 2004

«Олесунн»
- Обладатель Кубка Норвегии: 2011

## Личная жизнь
Старший брат Энвер (род. 1982) также был футболистом, выступал за сборную Эстонии.